# Bruce H. Mann

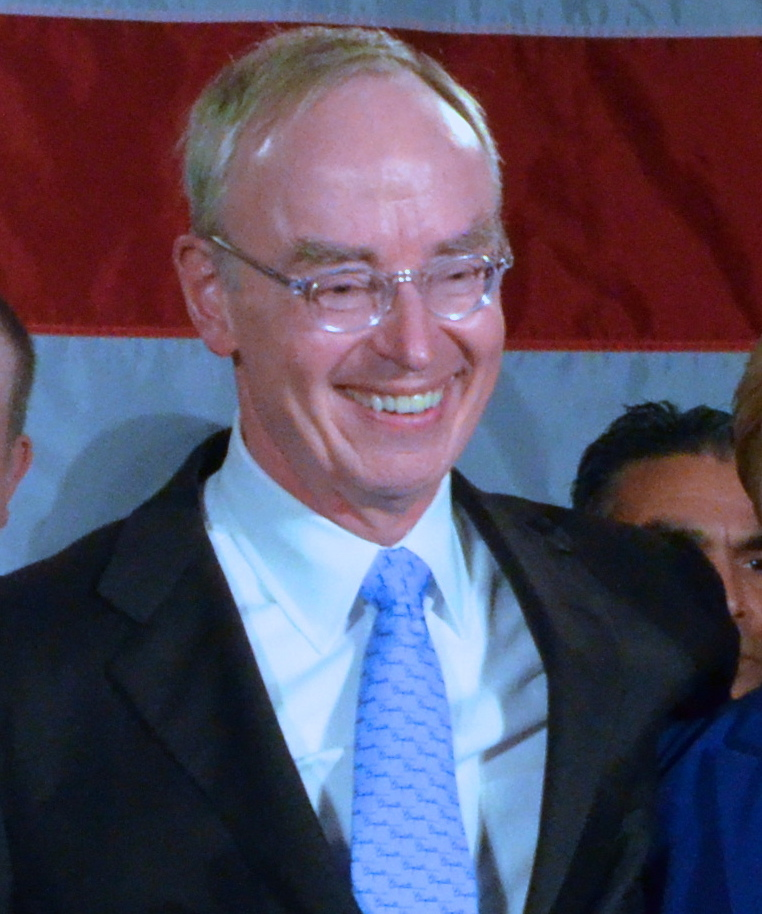
Bruce H. Mann

Bruce Hartling Mann (* 27. April 1950) ist ein US-amerikanischer Rechtswissenschaftler. Er ist Professor an der Universität Harvard. Er ist der Ehemann der US-Senatorin Elizabeth Warren.

## Leben
Mann absolvierte sein Grundstudium an der Brown University. Er setzte sein Hauptstudium in Jura an der Yale University fort und promovierte dort in Geschichte.
Mann unterrichtete als Gastdozent oder Fakultätsmitglied an den rechtswissenschaftlichen Abteilungen der Washington University in St. Louis und den Universitäten von Connecticut, Houston, Texas, Michigan und Pennsylvania sowie in der Abteilung für Geschichte in Princeton.
Er ist Professor für Jura an der Harvard Law School, wo er in den Bereichen der amerikanischen Rechtsgeschichte, Eigentumsrecht und Gesellschaftsrecht lehrt. Für seine Lehre wurde er wiederholt ausgezeichnet.

## Wirken
Mann machte sich u. a. mit den Büchern Neighbors and Strangers: Law and Community in Early Connecticut (1987) und das mehrfach ausgezeichnete Republic of Debtors: Bankruptcy in the Age of American Independence (2002) einen Namen.